# Julia Wiedwald
Julia Wiedwald (* 1975 in Lahnstein) ist eine deutsche Filmeditorin.

## Leben
Julia Wiedwald studierte bis 2002 Mediengestaltung an der Bauhaus-Universität Weimar. Danach wurde sie als freischaffende Filmeditorin tätig. Zu ihren Arbeiten gehören Dokumentar- wie Spielfilme.
Sie ist Mitglied der Deutschen Filmakademie.

## Filmografie
- 2005: Keine Lieder über Liebe
- 2006: Der freie Wille
- 2007: Eine gute Mutter
- 2009: Women Without Men
- 2011: Adopted (Dokumentarfilm)
- 2014: No Land’s Song (Dokumentarfilm)
- 2016: Zwischen den Stühlen (Dokumentarfilm)
- 2018: Wer hat eigentlich die Liebe erfunden?
- 2020: Endlich Tacheles (Dokumentarfilm)
- 2021: Immer der Nase nach
- 2021: Wir (Fernsehserie, 4 Folgen)
- 2022: When Spring Came to Bucha (Dokumentarfilm)
- 2022: Becoming Charlie (Fernsehserie, 6 Folgen)
- 2023: Tatort: Die Kälte der Erde (Fernsehreihe)
- 2024: Blindgänger